# Minister van Toverkunst
Minister van Toverkunst is een beroep dat voorkomt in de Harry Potterboeken van de Engelse schrijfster Joanne Rowling. Het betreft het hoofd van het Ministerie van Toverkunst, waaronder diverse afdelingen vallen die zaken die met hekserij/tovenarij te maken hebben, zoals Magische Sport en Recreatie (waaronder Zwerkbal valt); de Afdeling Schouwers, die ervoor zorgt dat slechte 'duistere' tovenaars (met name volgelingen van Heer Voldemort) worden opgespoord en bestraft; en bijvoorbeeld de Afdeling Misbruikpreventie van Dreuzelvoorwerpen, die ervoor zorgt dat voorwerpen uit de 'normale' wereld (de Dreuzelwereld) niet worden behekst.
In de boeken van Rowling is de Minister van Toverkunst bekend bij de minister-president van Groot-Brittannië. Iedere nieuwe Minister van Toverkunst gaat zichzelf voorstellen aan de Britse Premier. Dit veroorzaakt vaak lastige situaties, omdat de 'Dreuzelpremier' niet direct gelooft dat er magie bestaat en de Minister van Toverkunst natuurlijk niet op zijn woord gelooft. Hij moet er eerst van overtuigd worden dat er zoiets bestaat als magie.
In de boeken van Rowling wordt pas in deel 6, Harry Potter en de Halfbloed Prins, beschreven dat de Minister van Toverkunst op bezoek gaat bij de Dreuzelpremier. Hij vertelt hem wat er gaande is in de Tovenaarswereld, en welke invloed dat kan hebben op Dreuzels. De Dreuzelpremier kan er uiteraard niet veel mee, want wanneer hij zijn collega's zou vertellen wat hem is overkomen wordt hij natuurlijk nooit meer serieus genomen - geen van zijn collega's zal geloven dat er magie bestaat en hij zal volledig voor gek verklaard worden.
De laatst bekende Minister van Toverkunst in de boeken is Hermelien Griffel.

## Ministers
Hier volgt een lijst van bekende Ministers van Toverkunst en hun ambtstermijnen:
- Barberus Bral (1269-?)[1]
- Baldrik Schaveluin (1448-1450)[2]
- Artemisia Luchthuis (1798-1811) eerste heks als Minister van Toverkunst
- Gerrit Zwalp (1811-1819)[3]
- Evangelien Kakelaer (1849-1855)[4]
- Frans Spats (1865-1903) (Engels: Faris Spavin)[4]
- Leonard van Voorraedt-Maaning (1939-1948)[4]
- Wilhelmina Tuif (1948-1959)[4]
- Ignatius Tuif (1959-1962)[4]
- Norbert Zuigh (1962-1968) (Engels: Nobby Leach)[4]
- Euphemia Juttemis (1968-1975)[4]
- Harold Minzaam (1975-1980)[4]
- Milène Boterberg (1980-1990)
- Cornelis Droebel (1990-1996)
- Rufus Schobbejak (1996-1997)
- Pius Dikkers (1997-1998)
- Romeo Wolkenveldt (1998-2019)
- Hermelien Griffel (2019-...)